# マティアス・グネーディンガー
マティアス・グネーディンガー（Mathias Gnädinger, 1941年3月25日 - 2015年4月3日）は、スイス出身の俳優である。
スイスの国民的俳優として知られ、数多くの映画やテレビドラマに出演して親しまれていた。

## 出演作品

### 映画
- みつばちの大地（1981年）
- イカレたロミオに泣き虫ジュリエット（1986年） - ロメオの父
- ジャーニー・オブ・ホープ（1990年）
- ホワイト・フィアー（2001年） - アーダルベルト・イエンチェ
- ホスピタル・アンダー・シージ（2003年）
- ヒトラー 〜最期の12日間〜（2004年） - ヘルマン・ゲーリング
- ビッグ&リトル（2014年） - アントン・ゾマー

### テレビドラマ
- 納棺師の捜査ファイル Der Bestatter （2013年 - 2015年）